# Canton d'Amiens-3
Le canton d'Amiens-3 est une circonscription électorale française du département de la Somme.

## Histoire
Un nouveau découpage territorial de la Somme (département) entre en vigueur à l'occasion des premières élections départementales suivant le décret du 26 février 2014. Les conseillers départementaux sont, à compter de ces élections, élus au scrutin majoritaire binominal mixte. Les électeurs de chaque canton élisent au Conseil départemental, nouvelle appellation du Conseil général, deux membres de sexe différent, qui se présentent en binôme de candidats. Les conseillers départementaux sont élus pour 6 ans au scrutin binominal majoritaire à deux tours, l'accès au second tour nécessitant 12,5 % des inscrits au 1er tour. En outre la totalité des conseillers départementaux est renouvelée. Ce nouveau mode de scrutin nécessite un redécoupage des cantons dont le nombre est divisé par deux avec arrondi à l'unité impaire supérieure si ce nombre n'est pas entier impair, assorti de conditions de seuils minimaux. Dans la Somme, le nombre de cantons passe ainsi de 46 à 23.
Le canton d'Amiens-3 est formé de communes des anciens cantons de Corbie (5 communes), d'Amiens 4e (Est) (1 commune) et d'Amiens 3e (Nord-Est) (1 commune) et d'une fraction de la commune d'Amiens. Il est entièrement inclus dans l'arrondissement d'Amiens. Le bureau centralisateur est situé à Amiens.

## Représentation
| Période élective | Période élective | Mandat | Mandat   | Identité           | Nuance | Nuance | Qualité |
| ---------------- | ---------------- | ------ | -------- | ------------------ | ------ | ------ | --- |
| 2015             | 2021             | 2015   | 2021     | Marion Lepresle    |        | ECO    | Responsable de formation continue dans le secteur santé-social Ancienne adjointe au maire d'Amiens, membre de GE |
| 2015             | 2021             | 2015   | 2021     | Jean-Claude Renaux |        | PCF    | Agent de maîtrise Maire de Camon depuis 2001                                                                     |
| 2021             | 2028             | 2021   | en cours | Esra Ercan         |        | EELV   | Ancienne conseillère municipale d'Eppeville                                                                      |
| 2021             | 2028             | 2021   | en cours | Jean-Claude Renaux |        | PCF    | Maire de Camon                                                                                                   |

### Résultats détaillés

#### Élections de mars 2015
Marion LEPRESLE, élue en tant que membre d'EELV, a démissionné de son parti le 26 mai 2016, avec deux autres élus d'Amiens.
Elle est membre de Génération écologie.

#### Élections de juin 2021
Le premier tour des élections départementales de 2021 est marqué par un très faible taux de participation (33,26 % au niveau national). Dans le canton d'Amiens-3, ce taux de participation est de 32,48 % (5 213 votants sur 16 052 inscrits) contre 36,82 % au niveau départemental. À l'issue de ce premier tour, deux binômes sont en ballottage : Esra Ercan et Jean-Claude Renaux (Union à gauche avec des écologistes, 50,88 %) et Christiane Blondel Obert et Alex Gaffez (RN, 19,87 %).
Le second tour des élections est marqué une nouvelle fois par une abstention massive équivalente au premier tour. Les taux de participation sont de 34,36 % au niveau national, 36,7 % dans le département et 33,35 % dans le canton d'Amiens-3. Esra Ercan et Jean-Claude Renaux (Union à gauche avec des écologistes) sont élus avec 75,8 % des suffrages exprimés (3 749 voix pour 5 355 votants et 16 056 inscrits),,. 

### Élections

#### 2015
| Candidats            | Candidats                 | Partis      | Partis      | Premier tour | Premier tour | Second tour | Second tour |
| Candidats            | Candidats                 | Partis      | Partis      | Voix         | %            | Voix        | %           |
| -------------------- | ------------------------- | ----------- | ----------- | ------------ | ------------ | ----------- | ----------- |
| 1                    | Marion Lepresle           |             | EELV        | 2 905        | 37,86        | 3 673       | 45,38       |
| 1                    | Jean-Claude Renaux        |             | PCF         | 2 905        | 37,86        | 3 673       | 45,38       |
| 2                    | Valérie Devaux            |             | UDI         | 2 110        | 27,50        | 2 380       | 29,41       |
| 2                    | Pierre Savreux            |             | UMP         | 2 110        | 27,50        | 2 380       | 29,41       |
| 3                    | Paul Dupont               |             | FN          | 2 064        | 26,90        | 2 040       | 25,21       |
| 3                    | Céline Maillard           |             | FN          | 2 064        | 26,90        | 2 040       | 25,21       |
| 4                    | Emmanuelle Alarcon Garcia |             | FG (PG)     | 594          | 7,74         |             |             |
| 4                    | Loïc Terlon               |             | FG (PG)     | 594          | 7,74         |             |             |
|                      |                           |             |             |              |              |             |             |
| Inscrits             | Inscrits                  | Inscrits    | Inscrits    | 16 032       | 100,00       | 16 029      | 100,00      |
| Abstentions          | Abstentions               | Abstentions | Abstentions | 7 994        | 49,86        | 7 624       | 47,56       |
| Votants              | Votants                   | Votants     | Votants     | 8 038        | 50,14        | 8 405       | 52,44       |
| Blancs               | Blancs                    | Blancs      | Blancs      | 230          | 2,86         | 209         | 2,49        |
| Nuls                 | Nuls                      | Nuls        | Nuls        | 135          | 1,68         | 103         | 1,23        |
| Exprimés             | Exprimés                  | Exprimés    | Exprimés    | 7 673        | 95,46        | 8 093       | 96,29       |
| * conseiller sortant |                           |             |             |              |              |             |             |

## Composition
| Nom                            | Code Insee | Intercommunalité    | Superficie (km2) | Population (dernière pop. légale)                 | Densité (hab./km2) | Modifier                                    |
| ------------------------------ | ---------- | ------------------- | ---------------- | ------------------------------------------------- | ------------------ | ------------------------------------------- |
| Amiens (bureau centralisateur) | 80021      | CA Amiens Métropole | 49,76            | Fraction : 17 360 (2022) Commune : 134 780 (2022) | 2 709              | modifier les données · modifier les données |
| Aubigny                        | 80036      | CC du Val de Somme  | 9,75             | 516 (2022)                                        | 53                 | modifier les données · modifier les données |
| Bussy-lès-Daours               | 80156      | CC du Val de Somme  | 8,10             | 383 (2022)                                        | 47                 | modifier les données · modifier les données |
| Camon                          | 80164      | CA Amiens Métropole | 12,90            | 4 387 (2022)                                      | 340                | modifier les données · modifier les données |
| Daours                         | 80234      | CC du Val de Somme  | 8,65             | 755 (2022)                                        | 87                 | modifier les données · modifier les données |
| Lamotte-Brebière               | 80461      | CC du Val de Somme  | 4,25             | 244 (2022)                                        | 57                 | modifier les données · modifier les données |
| Rivery                         | 80674      | CA Amiens Métropole | 6,37             | 3 609 (2022)                                      | 567                | modifier les données · modifier les données |
| Vecquemont                     | 80785      | CC du Val de Somme  | 1,87             | 540 (2022)                                        | 289                | modifier les données · modifier les données |
| Canton d'Amiens-3              | 8008       |                     |                  | 27 794 (2022)                                     |                    | modifier les données                        |

Le canton d'Amiens-3 comprend :
1. sept communes,
2. la partie de la commune d'Amiens située à l'est d'une ligne définie par l'axe des voies et limites suivantes : depuis la limite territoriale de la commune de Rivery, avenue de la Défense-Passive, boulevard de Roubaix, rue Lucien-Lecointe, rue de l'Abbé-Dumont, rue René-Coty, rue Pierre-et-Maurice-Garet, rue Gabriel-Fauré, rue Delalande, rue Winston-Churchill, rue Robert-Schumann, carrefour Georges-Clemenceau, avenue du Général-de-Gaulle, cours du bras de la Somme longeant la rue des Déportés, rue de la Résistance, grande-rue de la Veillère (incluse), rue des Francs-Mûriers (incluse), place au Feurre, rue du Marché-Lanselles, rue des Orfèvres, rue Flatters, rue Henri-IV, place Notre-Dame, rue Cormont, place Saint-Michel, rue Adéodat-Lefèvre, rue des Augustins, rue de la Barette, boulevard d'Alsace-Lorraine, place Alphonse-Fiquet, ligne de chemin de fer, pont de la Solitude, rue de l'Agrappin, rue Voyelle, jusqu'à la Somme.

## Démographie
En 2022, le canton comptait 27 794 habitants, en évolution de +5,52 % par rapport à 2016 (Somme : −1,26 %, France hors Mayotte : +2,11 %).
| 2013   | 2018   | 2022   |
| ------ | ------ | ------ |
| 26 825 | 26 528 | 27 794 |